# 佩德羅·伊巴拉
佩德羅·伊巴拉（1985年9月11日—）是一名阿根廷曲棍球運動員，曾代表國家參加2012年倫敦奧運的男子曲棍球比賽，並未獲得獎牌。